# Conservatório Carlos Gomes (Campinas)

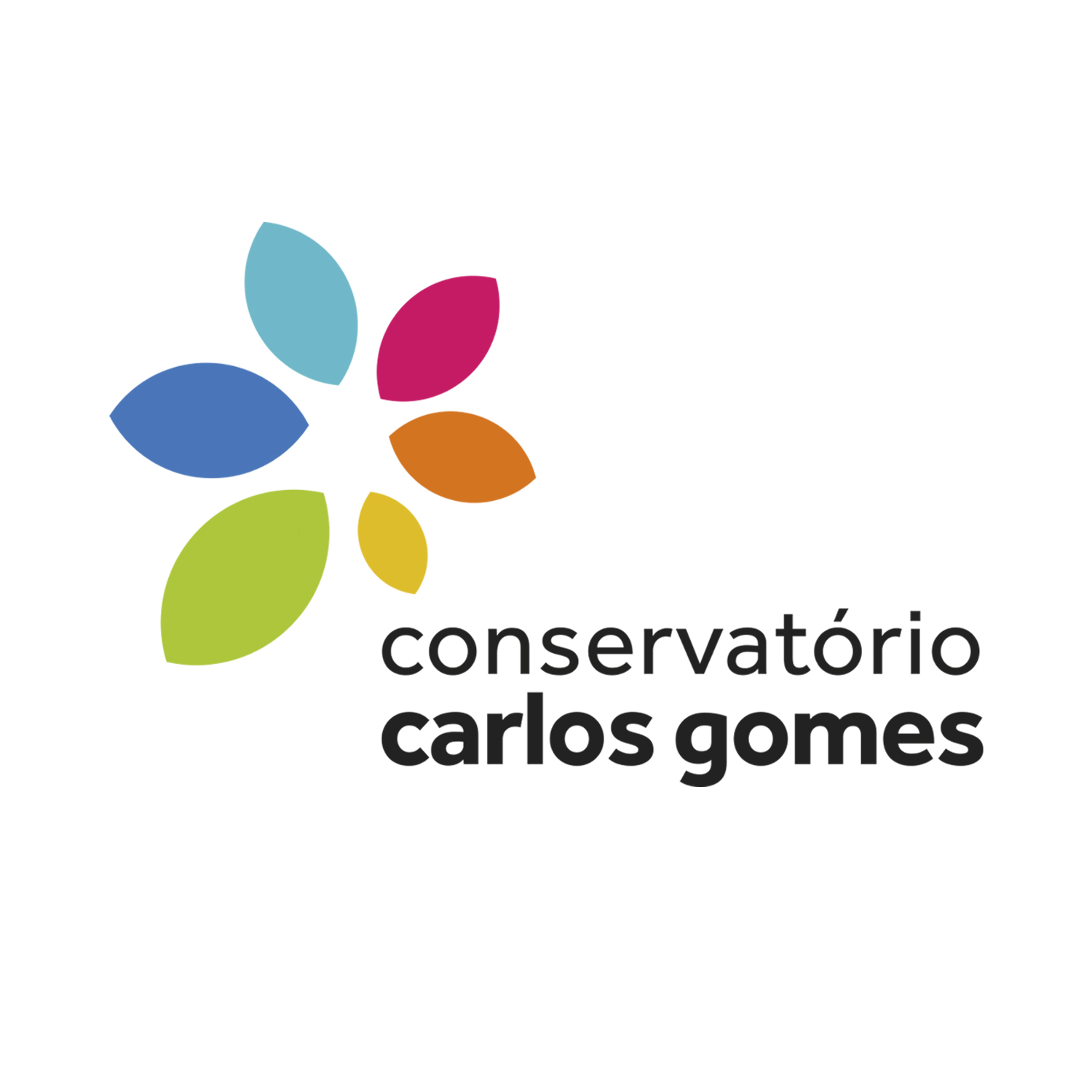
Novo Logo do Conservatório Carlos Gomes

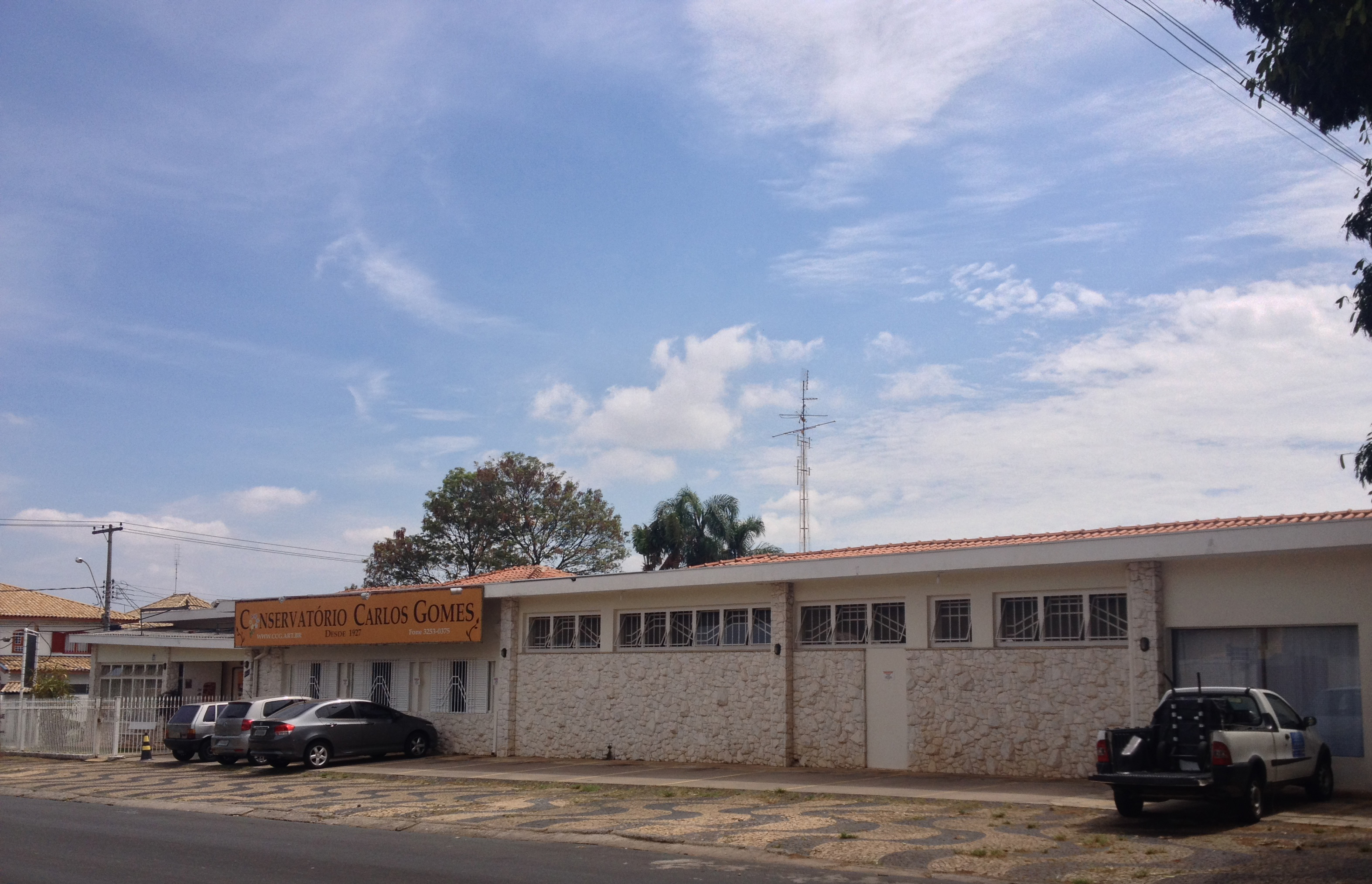
Unidade Nova Campinas (sede)

O Conservatório Carlos Gomes (CCG) é uma tradicional escola de arte localizada em Campinas, interior do Estado de São Paulo. Seu nome homenageia o célebre músico Antônio Carlos Gomes, nascido em Campinas. Foi fundado como uma [[Conservatório (música)|escola de música em 1927 pelo maestro Giovanni Rocella, italiano de nascimento, por Catharina Ziggiatti e pela família Inglese Soares. Seu primeiro diretor foi o professor Miguel Ziggiatti. O reconhecimento oficial por parte do Governo do Estado de São Paulo veio em 1938.
Na década de 1960, sob a direção da musicista, advogada e jornalista Léa Ziggiatti, o CCG adotou uma nova filosofia, buscando a formação de artistas globais por meio da integração entre os vários ramos das artes. em conformidade com as leis de formação profissional instituídas na década de 1970, o Conservatório passou a oferecer cursos técnicos profissionalizantes de música, teatro e dança.
Em honra aos 80 anos da fundação do CCG, a instituição foi agraciada com a Medalha Carlos Gomes, em sessão solene realizada em 23 de novembro de 2007 na Câmara Municipal de Campinas.
Com a mudança em 2016 para sede própria, o conservatório agora está instalado no bairro Jardim Santa Cândida, em Campinas, SP.